# Сто двадцать тысяч в год
«Сто двадцать тысяч в год» — советский немой художественный фильм, снятый режиссёром Григорием Черняком в 1929 году на студии «Межрабпомфильм».
Премьера фильма состоялась 6 августа 1929 года.
Фильм не сохранился.

## Сюжет

Вера Марецкая в роли Доленко в фильме «Сто двадцать тысяч в год»

В центре сюжета борьба Доленко, молодой девушки, техника-изобретателя текстильного производства с консерваторами, мешающими внедрению нового и прогрессивного, которое может дать существенный прирост прибыли и производства продукции.
Техник-конструктор Доленко в ходе работы, обнаруживает погрешность машины, из-за которой текстильная фабрика ежегодно теряет около 120 тысяч метров материи. Новая конструкция, предложенная девушкой изобретательницей, отвергнута техническим директором Груздевым. Но её начинания, находят сочувствие и поддержку у директора фабрики Дроздова. Комиссия треста, куда она направила свои замечания и предложения, подтвердила заключение Груздева. Из-за неудачи, Доленко заболевает…

## В ролях
- Вера Марецкая — Доленко, техник-изобретатель
- Александр Чистяков — Дроздов, красный директор
- И. Кученков — Груздев, технический директор
- Ра Мессерер — Людочка
- Елена Тяпкина  — Груздева
- Иван Чувелёв — сосед по квартире
- Алексей Муравин — мастер